# نجم‌الدین محمد بن الیاس شیرازی
نجم الدین محمود بن صائن الدین الیاس شیرازی پزشک مردم ایرانی بود که در قرن ۱۴ میلادی می‌زیست. وی متولد شهر شیراز بود.

## آثار
- کتاب الحاوی فی علم التداوی
- الرشیدیه
- کتاب التشریح
- کتاب الاغذیه والاشربه
- رساله الثلجیه یا رساله البلخیه
- کتاب اسرارالنکاح
- شرح فصول بقراط
- رساله غیاثیه[۱]